# Fredericia HK
Il Fredericia HK è una squadra di pallamano maschile danese, con sede a Fredericia. È sorta sulle ceneri del KFUM Fredericia.

## Palmarès
- Håndboldligaen: 5
  - 1974-75, 1975-76, 1976-77, 1977-78, 1978-79.

- Coppa di Danimarca: 7
  - 1970-71, 1971-72, 1972-73, 1973-74, 1975-76, 1976-77, 1981-82

## Rosa 2024-2025
| N° | Naz.                   | Ruolo | Sportivo                 | Anno |  |  |
| -- | ---------------------- | ----- | ------------------------ | ---- |  |  |
| 1  | Danimarca (bandiera)   | P     | Sebastian Frandsen       | 1994 |  |  |
| 12 | Danimarca (bandiera)   | P     | Rasmus Storm Jensen      | 2005 |  |  |
| 16 | Danimarca (bandiera)   | P     | Thorsten Fries           | 1993 |  |  |
| 2  | Danimarca (bandiera)   | P     | Rasmus Peluffo           | 2004 |  |  |
| 3  | Danimarca (bandiera)   | A     | Jonas Kristensen         | 2002 |  |  |
| 4  | Danimarca (bandiera)   | T     | Nikolaj A. Nielsen       | 1991 |  |  |
| 5  | Danimarca (bandiera)   | PV    | Anton Filtenborg         | 2001 |  |  |
| 7  | Danimarca (bandiera)   | A     | Kasper Andersen          | 1993 |  |  |
| 8  | Danimarca (bandiera)   | T     | Mads Emil Møller         | 2004 |  |  |
| 9  | Danimarca (bandiera)   | T     | Martin Bisgaard          | 1995 |  |  |
| 13 | Norvegia (bandiera)    | A     | Lasse Ballstad           | 1993 |  |  |
| 14 | Danimarca (bandiera)   | A     | Frederik Jægerum         | 2004 |  |  |
| 15 | Danimarca (bandiera)   | T     | Mads Kjeldgaard          | 1996 |  |  |
| 17 | Danimarca (bandiera)   | T     | Arnór Vidarsson          | 2002 |  |  |
| 18 | Danimarca (bandiera)   | T     | Malthe Hejsel            | 2004 |  |  |
| 20 | Norvegia (bandiera)    | T     | Fredrik Mossestad        | 1994 |  |  |
| 23 | Islanda (bandiera)     | A     | Einar Ólafsson           | 2002 |  |  |
| 31 | Svezia (bandiera)      | T     | William Andersson Moberg | 2000 |  |  |
| 41 | Germania (bandiera)    | PV    | Evgeni Pevnov            | 1989 |  |  |
| 77 | Danimarca (bandiera)   | T     | Sebastian Henneberg      | 1994 |  |  |
| 91 | Svezia (bandiera)      | T     | Kasper Palmar            | 2003 |  |  |
| 93 | Danimarca (bandiera)   | T     | Anders Kragh Martinusen  | 1993 |  |  |
| 97 | Paesi Bassi (bandiera) | PV    | Reinier Taboada          | 1997 |  |  |